# Étoile Sportive du Sahel
L'Étoile Sportive du Sahel (àrab: النـجـم الرياضي الساحلي, an-Najm ar-Riyāḍī as-Sāḥilī, ‘l'Estrella Esportiva del Sahel'), normalment conegut com a Étoile du Sahel (àrab: النـجـم الساحلي, an-Najm as-Sāḥilī, ‘l'Estrella del Sahel'), és un club esportiu de Sussa, a la regió del Sahel a Tunísia.

## Història
El club va ser fundat l'11 de maig de 1925 a una escola franco-aràbiga de la ciutat de Sousse. El club fou reconegut pel protectorat administratiu el 17 de juliol del mateix any. El març del 1926 ingressà a la Fédération Tunisienne de Football. L'Étoile esdevingué el club islàmic de la ciutat en contraposició del club francès Patriote de Sousse, el jueu Maccabi, l'italià La Savoia i el maltès Red Star.

## Seccions del club
- Futbol
- Handbol
- Voleibol
- Basquetbol
- Lluita
- Judo
- Atletisme

## Palmarès
- Lliga tunisiana de futbol[2]
  - 1950¹, 1958, 1963, 1966, 1972, 1986, 1987, 1997, 2007
- Copa President tunisiana[3]
  - 1959, 1963, 1974, 1975, 1981, 1983, 1996
- Copa de la Lliga tunisiana de futbol (1)
  - 2005
- Lliga de Campions de la CAF (1)
  - 2007
- Copa Confederació africana de futbol (1)
  - 2006
- Recopa africana de futbol (2)
  - 1997, 2003
- Copa de la CAF de futbol (2)
  - 1995, 1999
- Supercopa africana de futbol (2)
  - 1998, 2008
- Copa de Campions del Magrib (1)
  - 1972
- Recopa de Campions del Magrib (1)
  - 1975

¹títols guanyats abans de la independència

## Jugadors destacats
- Habib Mougou
- Abdesselam Adhouma
- Francileudo dos Santos Silva
- Othman Jenayah
- Raouf Ben Aziza
- Kamel Azzabi
- Zoubeir Baya
- Kaies Ghodhbane

## Presidents
- 1925-1926: Chédly Boujemla
- 1926-1927: Ali Laârbi
- 1929-1932: Ali Laâdhari
- 1932-1935: M'hammed Maârouf
- 1935-1944: Hamed Akacha
- 1944-1953: M'hamed Ghachem
- 1953-1954: Sadok Mellouli
- 1954-1956: Abdelhamid Sakka
- 1956-1959: Ali Driss
- 1959-1960: Mohamed Atoui
- 1960-1961: Ali Driss
- 1961-1981: Hamed Karoui
- 1981-1984: Adeljelil Bouraoui
- 1984-1988: Hamadi Mestiri
- 1988-1990: Adeljelil Bouraoui
- 1990-1993: Hamadi Mestiri
- 1993-2006: Othman Jenayah
- 2006-present : Moez Driss